# Draupadi
Draupadi (tiếng Phạn: द्रौपदी, phát âm tiếng Phạn: [d̪rəʊpəd̪i]) là nhân vật nữ quan trọng nhất trong sử thi Hindu, Mahabharata. Theo sử thi, cô là con gái của Drupada, vua của Panchala.
Draupadi được xem là một trong những Panch-Kanya hay năm nàng Trinh nữ.